# Veľké Blahovo

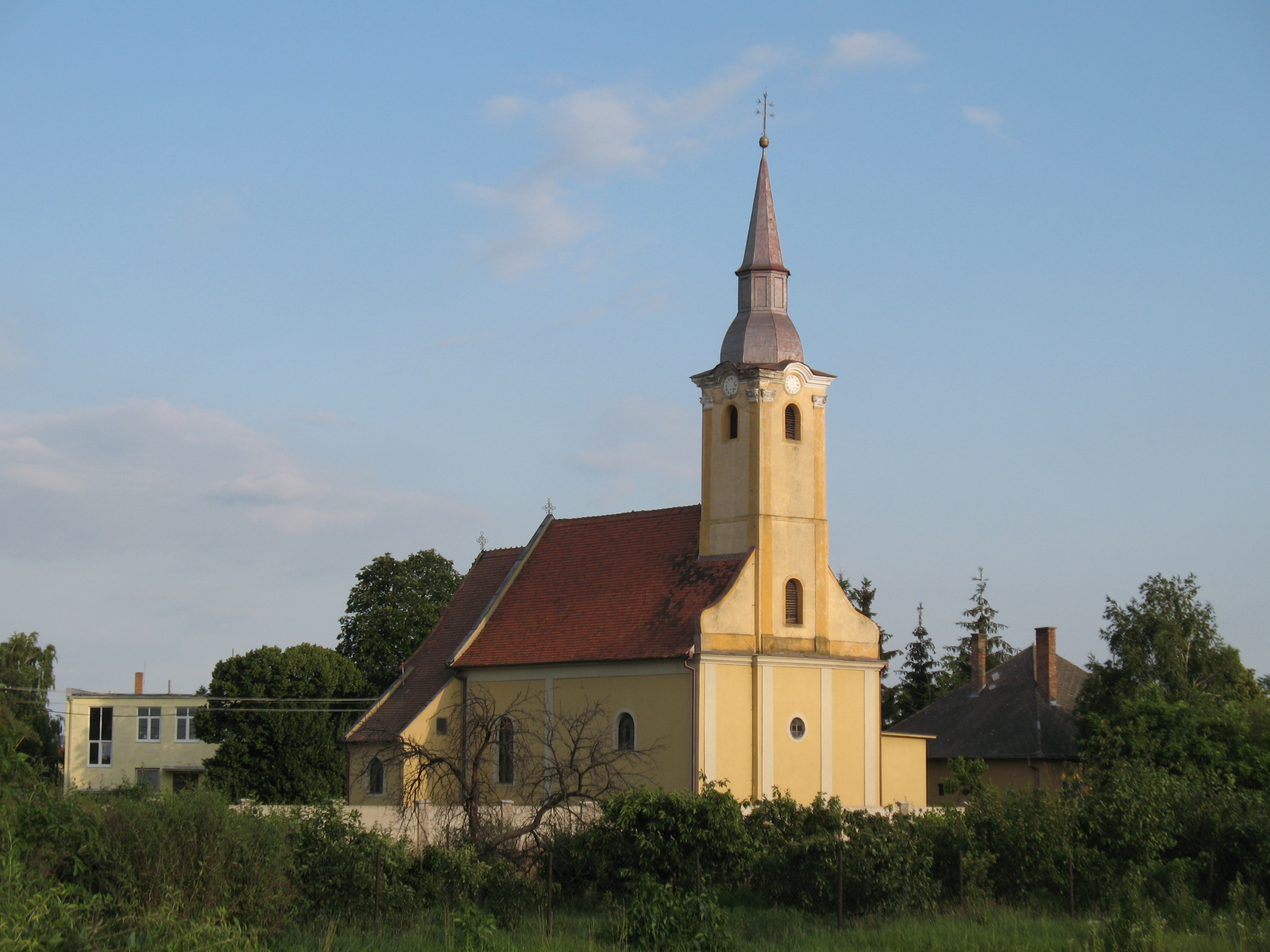
Kerk

Veľké Blahovo (Hongaars: Nagyabony) is een Slowaakse gemeente in de regio Trnava, en maakt deel uit van het district Dunajská Streda.
Veľké Blahovo telt 1.428 inwoners.